# ماركوس مارتينيز
ماركوس مارتينيز (بالإسبانية: Marcos Martínez Ucha)‏ هو سائق سيارة سباق إسباني، ولد في 15 أكتوبر 1985 في مدريد في إسبانيا.

## وصلات خارجية
- ماركوس مارتينيز على موقع DriverDB.com (الإنجليزية)